# Appena prima di partire
Appena prima di partire è il secondo album in studio del gruppo musicale italiano Zero Assoluto, pubblicato il 2 marzo 2007 dalla Universo.

## Descrizione
Anticipato dal singolo omonimo, presentato dal duo al Festival di Sanremo 2007, l'album comprende anche i tre singoli usciti tra il 2005 e il 2006: Semplicemente, Svegliarsi la mattina (presentato al Festival di Sanremo 2006) e Sei parte di me.
I brani Seduto qua, Semplicemente e Quello che mi davi tu, sono state inserite nella colonna sonora del film Scusa ma ti chiamo amore, tratto dall'omonimo romanzo di Federico Moccia, uscito nel 2008.
Nel 2008 l'album è stato pubblicato anche in Germania e Francia con l'aggiunta del brano Win or Lose (Appena prima di partire), che ha visto la partecipazione vocale della cantante canadese Nelly Furtado.

## Tracce

### Edizione italiana
1. Ora che ci sei – 3:50
2. Appena prima di partire – 3:19
3. Meglio così – 3:19
4. Sei parte di me – 2:58
5. Quello che mi davi tu – 3:01
6. Svegliarsi la mattina – 3:42
7. Certe cose non cambiano – 3:08
8. Non voltarti mai – 3:57
9. Scappare – 3:28
10. Seduto qua – 3:55
11. Semplicemente – 3:33

### Edizione tedesca
1. Win or Lose (Appena prima di partire) (feat. Nelly Furtado) – 4:09
2. Ora che ci sei – 3:50
3. Meglio così – 3:19
4. Sei parte di me – 2:58
5. Quello che mi davi tu – 3:01
6. Svegliarsi la mattina – 3:42
7. Certe cose non cambiano – 3:08
8. Non voltarti mai – 3:57
9. Scappare – 3:28
10. Seduto qua – 3:55
11. Semplicemente – 3:33
12. Appena prima di partire – 3:19

## Formazione
Gruppo
- Thomas De Gaspari – voce
- Matteo Maffucci – voce, tastiera

Altri musicisti
- Danilo Pao – basso, chitarra
- Enrico Sognato – basso, chitarra
- Adriano Pennino – pianoforte
- Massimo Cusato – batteria, percussioni